# Fletcher Magee
Fletcher Magee (Orlando, 13 novembre 1996) è un cestista statunitense.

## Palmarès
- ABA 2 Liga: 1

Studentski centar: 2020-21